# Ardentinny
Ardentinny, schottisch-gälisch: Àird an t-Sionnaich ist ein schottisches Küstendorf mit ungefähr 150 Bewohnern, im „Argyll“-Waldpark auf dem westlichen Ufer von Loch Long am Fuß Glenfinart. 
Der Ort liegt im Loch Lomond and the Trossachs National Park und zieht mit seinen Stein- und Sandstränden zu jeder Jahreszeit Besucher an. Die regelmäßigen Busverbindungen zu und von den Fähren an Hunters Quay und Dunoon geben dem Ort eine gute Verkehrsanbindung. Ardentinny kann auch auf dem Landweg über die A82 von Glasgow über die A815 und A880 erreicht werden. 
Der Name Ardentinny bedeutet „Feuerhügel“, eine Ableitung, entweder vom alten Ritus der Beleuchtungsfeuer zum „God of Bels“ oder auch wegen des Leuchtfeuers früher, für die Seeleute der Fähre zwischen Ardentinny und Coulport.
Diese wurde von den Dukes of Argyll für Reisen zwischen Dunoon, Inveraray und dem Rosneath Castle benutzt. Auch die Viehhändler von Argyll,  die zu den Märkten in Mittelschottland reisten, benutzten diese Verbindung.
Die örtliche Wirtschaft hat zwei wichtige Standbeine, den Tourismus und die Landwirtschaft.
In Ardentinny gibt es zwei Hotels und etliche Ferienhäuser. Es gibt verschiedene Freizeitangebote wie das Ardentinny Outdoor Center, Mountainbikewege, markierte Wanderwege und Golfplätze.
In der Landwirtschaft gibt es neben der die Schaf- und Rinderzucht eine Hühnerfarm. Auch gibt es noch einen lokalen Fischer, der mit seinem Boot hauptsächlich Krabben und Garnelen fängt.